# Róka Gyula (tánctanár, 1876–1972)
Ifj. Róka Gyula, Róka Gyula János (Budapest, 1876. június 5. – Budapest, 1972. május 4.) tánctanár, vívómester, id. Róka Gyula fia és Róka János unokaöccse.

## Életútja
Róka Gyula és Schütt Adél fiaként született, 1876. június 13-án keresztelték a budapest-belvárosi római katolikus plébánián. Igazgatója volt a belügyminiszter által felállított Magyar Országos Táncmesterképzőnek, amelynek mint első vezetője, egyben megszervezője is. Magdolna főhercegnő tánctanára volt. Megírta a táncmesterképző tananyagát felölelő »Tánctanítás alapelmélete« című tankönyvet, a »Modern táncok albumát«, »A magyar táncok albumát« és a »Táncművészeti Lexikon«-t. A magyar táncoknak úgyszólván egyedüli igaz ismerőjeként tartották számon. Növendéke volt Róka János nagybátyjának, aki e téren a leghíresebb volt. A Magyar Tánctanítók Országos Szövetségének elnöki tisztét is betöltötte. A tánctanítók nemzetközi kapcsolatának lelkes úttörője. Évekig folytatott küzdelméért a francia, német, hollandi, román és jugoszláv tánctanítók dísz- és tiszteletbeli tagjának választották. Az Artista-Egyesület vizsgabizottságának tagja volt. 1927-ben ünnepelte meg tánctanítói működésének 25 éves jubileumát. Szobrászművész, majd vívómester volt, míg a táncmesteri pályára tért át, ahol a legkiválóbbak közé küzdötte fel magát. 1910. május 24-én Budapesten feleségül vette a nála 15 évvel fiatalabb Miakits Mária Adél Lujzát. Özvegyként hunyt el 96 éves korában, halálát szívizomelfajulás okozta.

## Forrás
- Magyar Színművészeti Lexikon. Szerk. Erődi Jenő és Kürthy Emil összegyűjtött anyagának felhasználásával... Schöpflin Aladár. [Bp.], Országos Színészegyesület és Nyugdíjintézete, [1929].